# Goin
- Goin é uma comuna francesa na região administrativa de Grande Leste, no departamento de Mosela. Estende-se por uma área de 9,07 km². Em 2010 a comuna tinha 339 habitantes (densidade: 37,4 hab./km²).[1]